# B'z LIVE-GYM 2011 -C'mon-
《B'z LIVE-GYM 2011 -C'mon-》，是日本樂團B'z的第14張LIVE作品映像化(第12張DVD)。

## 簡介
- 2011年9月~12月動員超過50萬人的巡迴演唱會，收錄的是12/18於大阪巨蛋的場次，其中有穿插一小段東京巨蛋場次的畫面。
- 發行首周約賣出5.3萬張，獲得ORICONDVD部門排名第一，連續8作首周獲得第一。
- 之後發行的藍光版本首周賣出了約7萬張，是2012年ORICON藍光光碟部門年度第一。

## 收錄會場
大阪巨蛋

## 演奏
團員
- 松本孝弘:吉他、製作人
- 稻葉浩志:主唱

支援樂手
- 増田隆宣：電子琴
- Shane Gaalaas：鼓
- Barry Sparks：貝斯
- 大賀好修：吉他

## 收錄內容
1. 告別傷痕累累的日子
2. 彷徨的青色子彈
3. Don't Wanna Lie
4. ピルグリム
5. BE THERE
6. Homebound
7. ボス
8. 命名
9. DAREKA
10. SPLASH!
11. Brotherhood
12. BLOWIN'
13. 一部分與全部
14. 裸足的女神
15. Liar! Liar!
16. ZERO
17. DIVE
18. ザ・マイスター
19. C'mon
20. いつかのメリークリスマス
21. ultra soul
22. Calling